# 上福ゆき
上福 ゆき（かみふく ゆき、1993年〈平成5年〉2月20日 - ）は、日本のモデル、タレント、グラビアアイドル、プロレスラー。スターレイプロダクション所属を経てフリー。

## 経歴
神奈川県横浜市で生まれ、藤沢市で育つ。中学3年から高校までアメリカ・オハイオ州に留学していた。
東洋大学文学部英語コミュニケーション学科在学中の2013年に「東洋大学ミスコンテスト」で準グランプリ 、DHC賞を獲得。これをきっかけに芸能界入りを果たし、「神福佑季」名義でモデル活動を開始。2014年のSUPER GTでは「SYNTIUM CIRCUIT LADIES」の一員としてレースクイーン活動をしていた。
2017年、スターレイプロダクションに移籍し、現芸名に改名。グラビアアイドルとして本格的に活動を始め、2月にミスアクション2017、6月よりミスFLASH2018にエントリーした。
7月30日、東京女子プロレスにてプロレスラーデビューすることを報告。8月26日、東京女子プロレス・後楽園ホール大会でデビュー戦が行われ、ミス東スポ2017特別賞受賞者のまなせゆうなとの「ミスミス」タッグでデビューを果す。
2019年3月27日、東京女子プロレス・板橋大会でタイトル初挑戦。TOKYOプリンセスタッグ王座にまなせゆうなと挑戦する。
2020年11月7日、東京女子プロレス・TOKYO DOME CITY HALL大会で空位となっていたインターナショナル・プリンセス王座の新王者決定トーナメントを制し第5代王者となる。
2021年6月より芸能活動はフリーランスとなる。
2023年11月24日、SPWシンガポール大会でアレクシス・リーを破り第5代Queen of Asia王者になる。

## 人物
- 性格は男っぽく、プロフィールにも「さっぱりしている」「雑」、寝るときは「パン一」と自ら記述している[6]。
- 男性に求めるものは「漢気。犠牲心。筋肉」[6]。
- 愛称は上福ちゃん、かみーゆ。
- 3歳上の姉がいる[3]。
- プロレス時のマイクアピールは英語から始めることが多い。
- バラエティ番組内では自身の元交際相手について平然と暴露したり、プロレス活動において自身も所属している東京女子プロレスが掲げる三禁を高木三四郎社長本人に向かって「守らない」と断言した。
  - 後年それはキャラだったと話している。高木社長に「パリピキャラやりなよ、三禁も解除したいし」と勧められヘイトでも注目された方がいいと思って始めたがプロレスファンの当たりは強く、心が折れなかったのは関係者が褒めてくれたからと吐露した[9](該当時間: 32:23-32:50)。
- 持ちネタの一つにプロレス関係者の物真似がある。主なレパートリーは須山浩継、レッカ、まなせゆうな、桐生真弥など。
- 部活歴はほとんどなく、バドミントン部は初日に顧問を見て笑ったため「帰れ」と言われ、そのまま帰宅[9]。テニス部は初日に『テニスの王子様』のコスプレをした男子学生を見た時点で萎えて退部した[9]。

## 作品

### イメージビデオ
- #かみーゆ ONE derful!（2017年12月22日、グラッソ）[10]
- Strong Princess（2021年4月25日、Air control）

### 写真集
- 脚罪（2023年11⽉11⽇、SW、撮影：東町千）[11]

## 出演

### モデル
- 透明彼女 season11 ＃8（2019年2月28日、MONDOTV）
- IDOL WRESTLER EXHIBITION アイドル×レスラー展（2018年3月13日 – 25日、銀座・ヴァニラ画廊）[12]

### テレビ
- 天国耳〜叶姉妹さんお聞きください〜（2023年8月29日、日本テレビ）

### ウェブテレビ
- モヤさまネット・オリコンツ ムチムチVSしこしこ 炎の軍団対抗戦（2018年4月15日、Paravi）

### ラジオ
- おーたPの部屋（2018年9月27日、渋谷クロスFM）

## プロレス活動

### 戦歴
2017年
- 7月30日、「闘うビアガーデン2017」新宿FACE大会のリングに上がり、プロレスラーデビューすることを報告。
- 8月26日、東京女子プロレス・後楽園ホール大会でデビュー戦が行われ、ミス東スポ2017特別賞受賞者のまなせゆうなとの「ミスミス」タッグでデビュー[13]（対戦相手はのの子＆瑞希）。
- 9月9日、新木場1stRing大会にて、デビュー戦でタッグパートナーだったまなせとのシングル戦に挑むも敗北[14]。

2018年
- 5月5日、板橋グリーンホール大会にて、ヒールユニット「NEO美威獅鬼軍」メンバー入りを志願し「見習い」となる[15]。
- 5月19日、北沢タウンホール大会にて「一旦キャンセルで」と言い放ち志願を取り下げた[16]。
- 10月8日、北沢タウンホール大会のvsラク戦でシングル初勝利。[17]

2020年
- 1月25日、大阪市東成区民ホール大会にて、6人タッグのトーナメントである「大阪三人祭」でまなせゆうな、白川未奈と組んで優勝。
- 11月7日、TOKYO DOME CITY HALL大会にてインターナショナル・プリンセス王座を戴冠。

2021年
- 10月9日、大田区総合体育館大会にて、東京女子プロレス初参戦の朱崇花と組んで角田奈穂＆小橋マリカと対戦し勝利。

2022年
- 8月7日、地元藤沢市の湘南台文化センターにて初となる凱旋興行を開催。本興行の収益の一部が藤沢市の給付型奨学金の資金として寄付された[18]。

2023年
- 5月28日、湘南台文化センターにて凱旋興行を開催。メインイベントでアジャコング・桐生真弥組と対決し、上福が桐生から勝利(パートナーは中島翔子)。
- 8月12日、後楽園ホール大会で行われた第10回東京プリンセスカップ決勝戦に進出するも山下実優に敗れ準優勝。
- 9月2日、DDT・伊豆ぐらんぱる公園大会にフェロモンズの助っ人・上福“プリティ”ゆきとして参戦。

### 得意技
ドロップキック
上福のフェイバリットムーブ。コーナー上の相手を狙える打点の高さで放つ。
フェイマサー
初勝利を挙げた技。主なフィニッシャー。大一番ではダイビング式やその場飛びのリストクラッチ式も使用。並んで前屈している2人に対しまとめて仕掛けるパターンも存在する。
逆フェイマサー
飛びつき式ギロチン・ドロップ。立っている相手に対し前後逆から仕掛けるフェイマサー。
各種サミング
初期は髪型を乱されたことに腹を立て、英語でまくしたてながら詰めより相手をコーナーに追い込んでから放つパターンがお約束だった。
逆水平チョップ
優宇より継承。
ヤッホー83cm
倒れた状態から相手の頭を足で引き込むヘッドシザーズDDT。技名は上福の股下の長さに由来。初期は側転から入り首4の字固めの形で相手を顔面から叩きつける形で使用。
金太郎クラッチ
四つん這いの相手の片腕を両足に挟み、相手の頭を下に押し込みつつもう片腕をとって十字架固めの形で押さえ込む変形のトケ・デ・エスパルダス。技名は祖父の名前から。
ユッキーカッター
変形の大外刈。赤井沙希のサッキーカッターを継承。
ビッグブーツ
ブレーンバスター
雪崩式も敢行。
卍固め
足を地面につかないフォームで仕掛ける。頭にかけた足を手で掴み絞り上げる形に移行するパターンも使用。
セクシーエビ固め
うつ伏せの相手の足をクロスさせて背後から極め、相手の手首を引いて上体を反らせ痛めつける。
技名は「天国耳〜叶姉妹さんお聞きください〜」出演時に上福の「セクシーな技名をつけてほしい」というリクエストに対し叶恭子が命名。いわゆるフォール技のエビ固めとは異なる。
メイク落としシート
相手に精神的ダメージを与える凶器として使用。返り討ちにあって自分がすっぴんにされることもままある。
使用時に観客やセコンドから「落とせ」コールが湧く。

### タイトル歴
東京女子プロレス
- インターナショナル・プリンセス王座（第5代）

DDTプロレスリング
- アイアンマンヘビーメタル級王座（第1334代）

SPW
- Queen of Asia選手権王座（第5代）

ベトナムプロレスリング (VPW)
- VPW認定女子王座（初代）

プロレスリング・イラストレーテッド
- 2021年 PWI Women's 150 - 143位[20]
- 2022年 PWI Women's 150 - 120位[21]
- 2023年 PWI Women's 250- 157位[22]
- 2024年 PWI Women's 250 - 186位[23]

### 入場曲
- flaky queen（2021年2月11日から使用）
- Old MacDonald Had a Farm（愉快な牧場）／Toddler Tunes（旧テーマ）